# 可鲁克湖
可鲁克湖也称克鲁克湖、库尔雷克湖，位于中国青海省北部德令哈市境内，地处柴达木盆地东北缘，宗务隆山南坡，南临托素湖。湖面海拔2817米，面积56.7平方千米。湖水主要依赖地表径流补给，集水面积12360平方千米。入湖河流有2条：巴音河和巴勒根河，出流经西部的连水河入托素湖。湖滨东部为巴音河谷地，地势低洼，多沼泽湿地，西岸有大片刺灌丛林，南、北两岸多为盐碱地和砂砾地。可鲁克湖水产丰富，已大量开发。现建有可鲁克湖－托素湖省级自然保护区。